# Asus

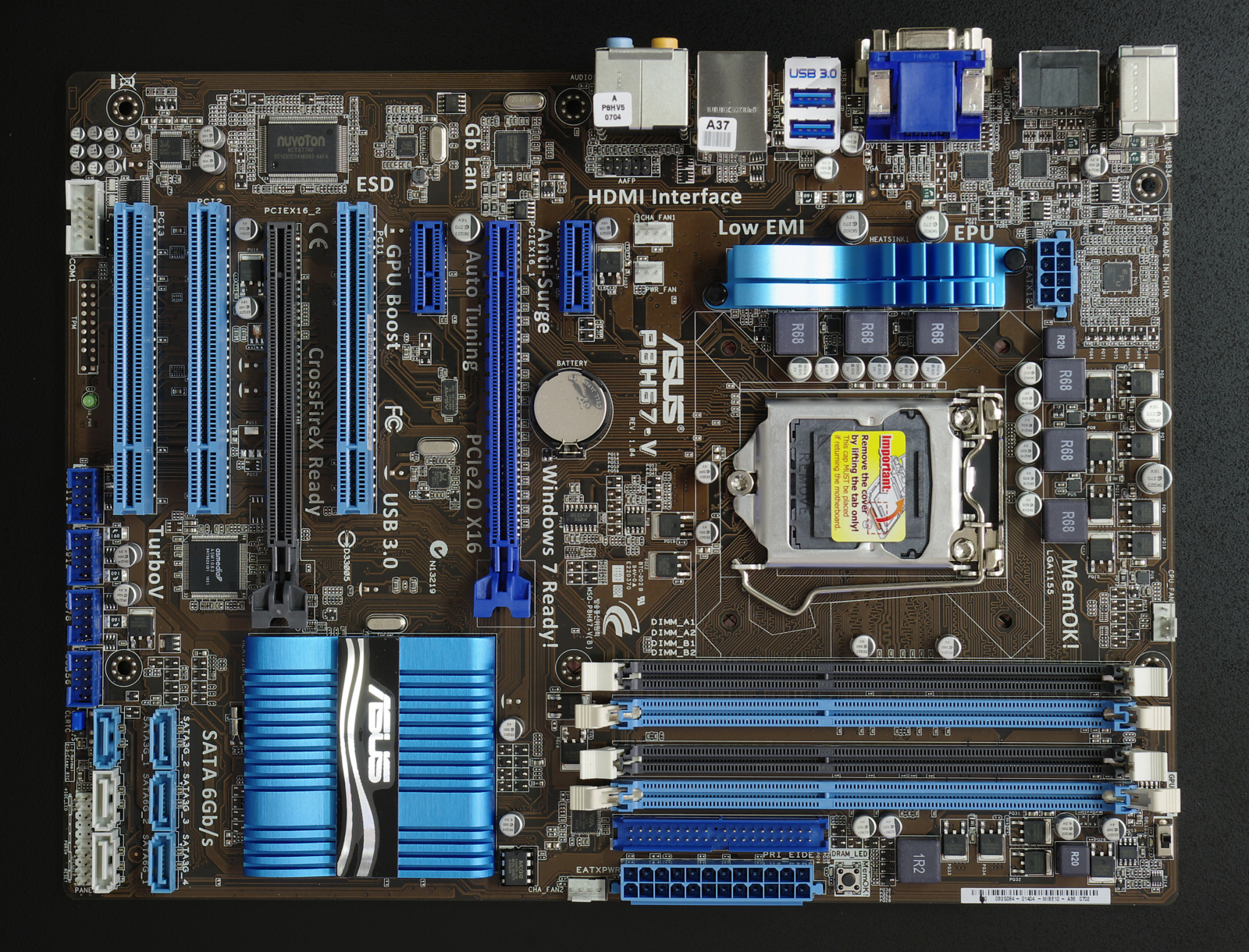
Une carte mère ASUSTeK.

ASUSTeK Computer Inc. (chinois simplifié : 华硕电脑股份有限公司 ; chinois traditionnel : 華碩電腦股份有限公司 ; pinyin : Huáshuò diànnǎo gǔfèn yǒuxiàn gōngsī), en forme courte Asus (prononcé en français : [azys], en anglais : [ˈeɪsuːs], chinois simplifié : 华硕 ; chinois traditionnel : 華碩 ; pinyin : Huáshuò), est une entreprise taïwanaise qui produit des cartes mères, des cartes graphiques, des lecteurs optiques, des assistants personnels, des ordinateurs portables, des ordinateurs de bureau, des périphériques réseau, des téléphones portables, des boîtiers et des systèmes de refroidissement d’ordinateurs.
En 2019 Asus est le cinquième constructeur d'ordinateur portable (PC) au monde par unités vendues (après Lenovo, HP, Dell et Apple, mais avant Acer).
En 2018, Asus a réalisé un chiffre d'affaires de 11,43 milliards de dollars. En 2016 l'entreprise se trouvait à la 8e place du classement des constructeurs informatiques par chiffre d'affaires.

## Origine du nom
Alexander Kim, le responsable des ventes de l'entreprise, a expliqué en octobre 2003, que le nom de l'entreprise provenait du nom en latin du cheval ailé de la mythologie grecque Pegasus (Pégase), symbole de la réussite et du renouveau. Les trois premières lettres du nom ont été retirées pour donner un nom classé parmi les premiers dans l'ordre alphabétique. Le nom de l'entreprise a ensuite été complété en ASUSTeK Computers Incorporated.

## Histoire
L'entreprise a été fondée en 1989 à Taïwan par TH Tung, Ted Hsu, Wayne Hsieh et MT Liao, tous les quatre ingénieurs chez Acer. En 1994, Jonney Shih rejoint l'entreprise. Au cours de l'année 2004, 4 880 000 PC portables ont été produits par ASUSTeK, dont 2 millions en OEM, pour ses clients. Asus est aujourd'hui le numéro un mondial des fabricants de cartes mères devant Gigabyte, ASRock et MSI,. En 2008, plus de 24 millions de cartes mères Asus ont été vendues. Avec 40 % de parts de marché sur les ventes de cartes mères, Asus arrive premier au classement mondial des fabricants. En 2010, Asus scinde une partie de son activité dans Pegatron.

## Actionnaires
Liste des principaux actionnaires au 28 mai 2023.
| Cathay Securities Investment Trust Co | 5,11 % |
| Yuanta Securities Investment Trust Co | 4,40%  |
| Chung Tang Shih                       | 4,05 % |
| The Vanguard Group                    | 3,06 % |
| Expert Union                          | 2,78 % |
| Labor Pension New Fund                | 1,88 % |
| Morgan Stanley Investment Management  | 1,67 % |
| Silchester International Investors    | 1,49 % |
| Norges Bank Investment Management     | 1,40 % |
| Fubon Life Insurance Co               | 1,35 % |

## Republic of Gamers

Logo de Republic of Gamers.

À partir de 2006 Asus s'intéresse aux produits « gaming » en créant la gamme ROG (Republic of Gamers), dont le but est d'offrir les dernières innovations technologiques aux joueurs. Mais Asus ne se contente pas de vendre ses produits, et se rapproche de sa communauté en sponsorisant le PSG eSports et de grands événements comme la Paris Games Week, la QuakeCon, la Blizzcon et la Japan Expo.[réf. souhaitée]

## Catégorie de produits

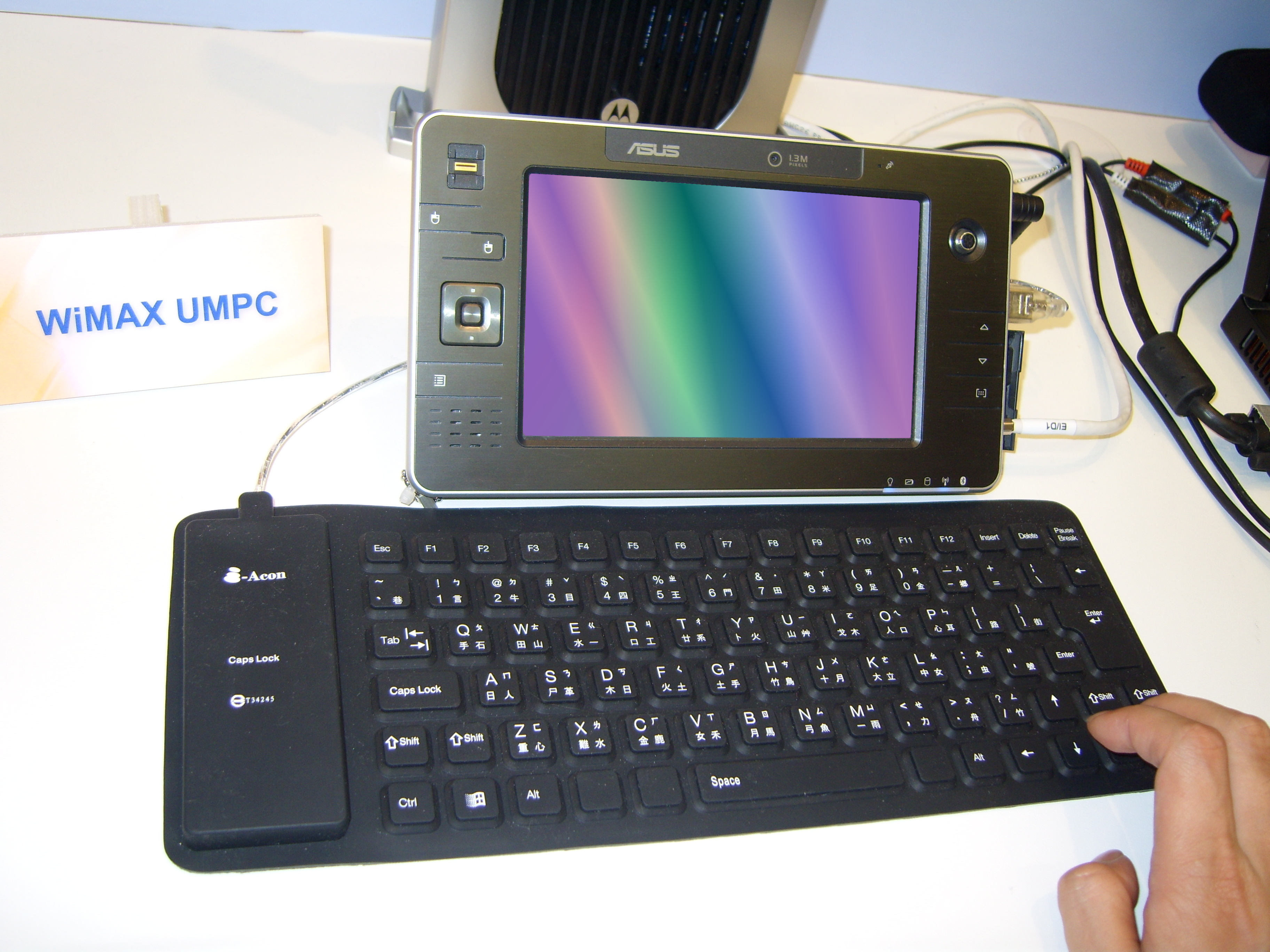
ASUS R50A WiMax (2007).

Elle produit une grande variété de composants et de périphériques pour PC :
- Cartes mères (Asus en assure un tiers de la production mondiale)[9]
- Cartes graphiques
- Assistants personnels
- Barebones
- Serveurs
- Périphériques Wi-Fi
- Périphériques optique (lecteurs et graveur CD-ROM et DVD-ROM)
- Ordinateurs portables, ultraportables, et netbooks (Eee PC)
- Ordinateur de bureau (depuis peu)
- Ecran PC (ROG PG65UQ)
- Mini PC
- Smartphones : l'Asus Zenfone, l'Asus PadFone et l'Asus ROG Phone.
- Tablette tactile (Eee Pad) (sous Android et Windows)
- Smartwatch : la ZenWatch, la ZenWatch 2 et la Zenwatch 3
- Robot domestique Zenbo[10]

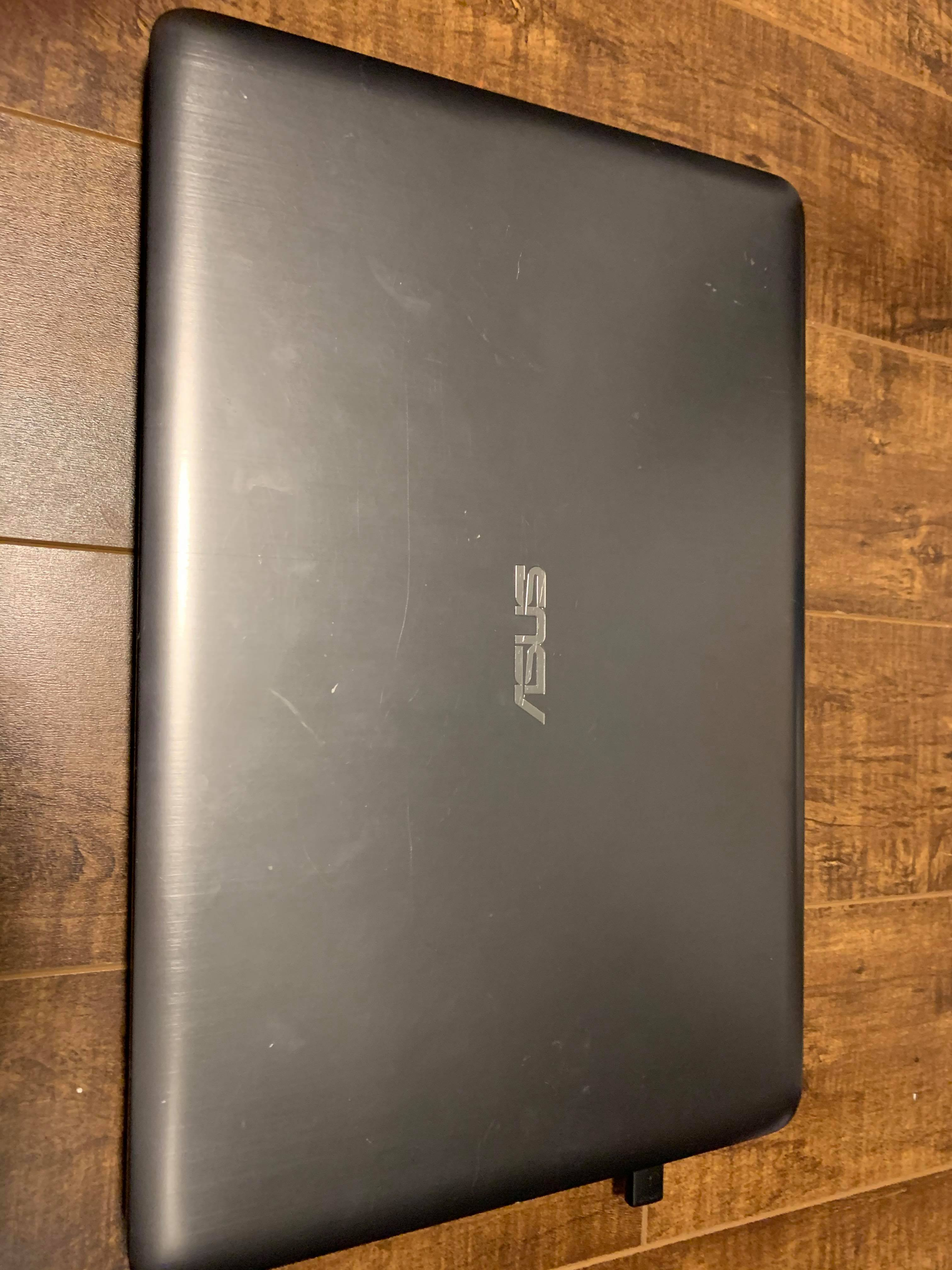
Un ordinateur portable Asus produit en 2015.

Une part de son activité est l'assemblage d'ordinateurs portables pour son compte et pour d'autres constructeurs, ainsi, Dell, Apple, Sony, Samsung Electronics et Hewlett-Packard lui sous-traitent une partie de leurs productions.

## Virus «Shadow Hammer»
Le Mars 2019, l'entreprise Kaspersky publie un rapport stipulant que des milliers d’ordinateurs de la marque Asus avaient été infectés par un virus à l’insu de leurs utilisateurs. L'entreprise Kaspersky baptise cette opération « Shadow Hammer ».
Entre Juin et Novembre 2018, le virus aurait infecté des milliers d’ordinateurs à travers le monde. Dans les faits, les pirates ont d'abord attaqué la marque Asus dans l'objectif de compromettre le processus qui permet à la société de mettre à jour à distance les logiciels présents sur les ordinateurs de sa marque.
Une fois la mise à jour effectuée les ordinateurs des utilisateurs étaient infectés avec le virus inactif. Le virus devenait actif seulement si l’ordinateur infecté faisait partie d’une liste d’environ six cents ordinateurs établie préalablement par les pirates. Dans ce cas-là, le virus évoluait se dotant de nouvelles capacités.